# Wazalendo
Wazalendo (suaíli para Patriotas) é um grupo de combatentes irregulares na província de Quivu do Norte, composto por milicianos aliados aos oficiais militares das Forças Armadas da República Democrática do Congo (FARDC) e que se opõem ao Movimento 23 de Março (M23).

## História
Em Novembro de 2022, o Presidente Félix Tshisekedi apelou à formação de “grupos de vigilância contra as ambições expansionistas” do M23. A resposta foi o aumento do recrutamento para as forças militares oficiais das FARDC, mas os grupos rebeldes também reivindicaram o manto de resistência ao M23.
Nos dias 8 e 9 de Maio de 2023, vários grupos rebeldes e oficiais das FARDC reuniram-se na cidade de Pinga e negociaram um pacto de não agressão e a criação de uma coligação patriótica para resistir ao M23. Os oficiais das FARDC eram liderados pelo coronel Salomon Tokolonga, comandante do 3411.º regimento. Embora a aliança tenha sido inicialmente organizada em segredo, o governo legalizou oficialmente o uso de milícias dentro das FARDC em 3 de setembro de 2023.
O Wazalendo lutou na Segunda Batalha de Kitshanga contra o M23.